# Konstantina Vassiliou-Enz

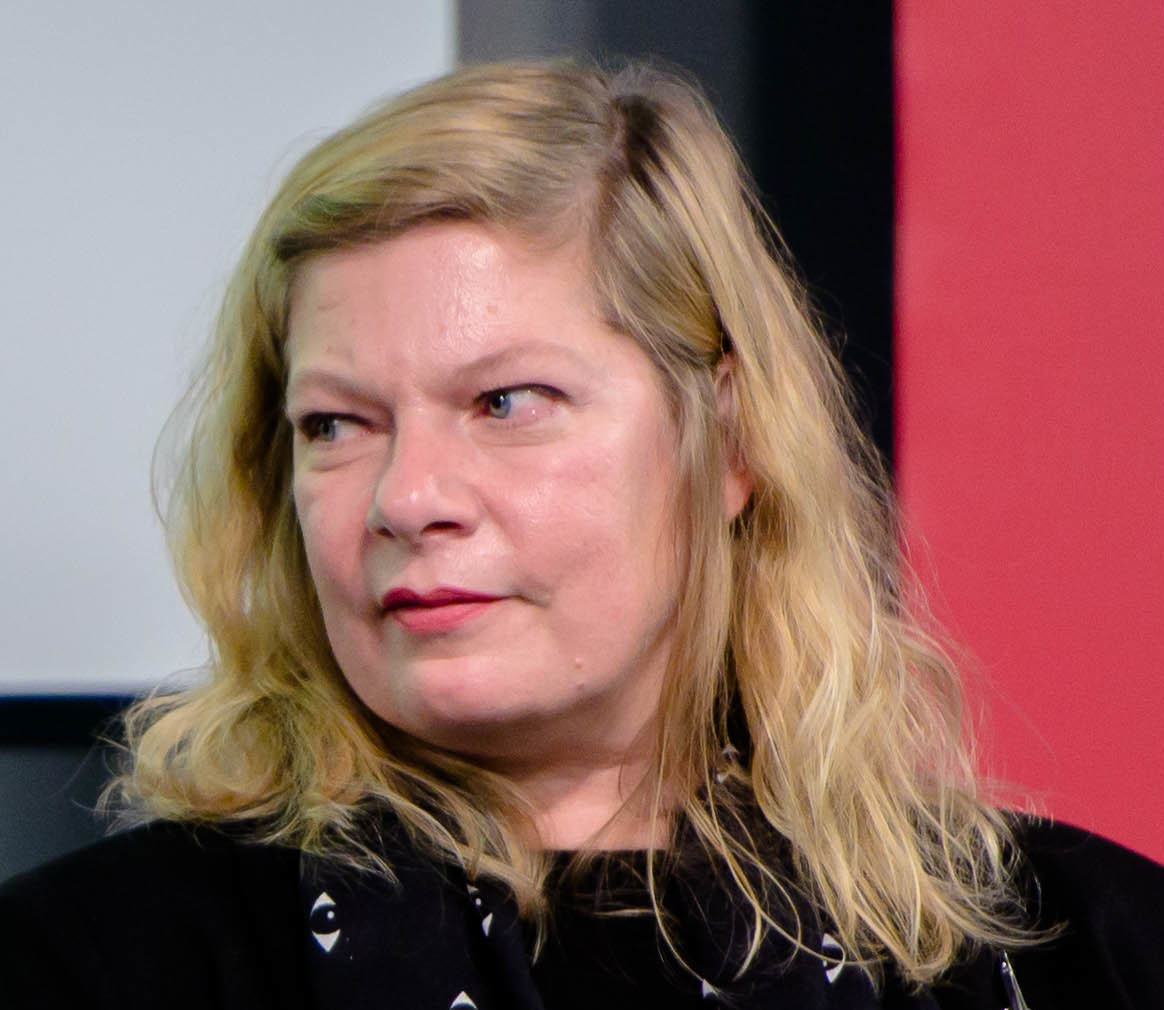
Konstantina Vassiliou-Enz (2019)

Konstantina Vassiliou-Enz (griechisch Κωνσταντίνα Βασιλείου-Εντς; * 6. April 1968 in Athen) ist eine deutsch-griechische Rundfunkmoderatorin und Journalistin.

## Leben und Arbeit
Mit fünf Jahren kam Vassiliou-Enz mit ihrer Familie aus Griechenland nach Deutschland. Sie war bei Radio 7, RBB Fritz, RBB Radio Eins, RBB Radio Multikulti und bei verschiedenen TV-Produktionen als Autorin tätig. Zudem war sie 1995 Mitgründerin des Radio free FM. 2008 erhielt sie den CIVIS-Medienpreis für Integration für einen Beitrag bei RBB Radio Multikulti.
Vassiliou-Enz war Leiterin der bikulturellen crossmedialen Journalismusausbildung am Berliner BWK. Sie war von 2011 bis 2022 Geschäftsführerin des Vereins Neue deutsche Medienmacher*innen (ehem. Neue deutsche Medienmacher). Unter anderem war sie im Rahmen dieser Tätigkeit Herausgeberin des Glossars des Vereins, einem Wörterverzeichnis mit Formulierungshilfen für die Berichterstattung, und ist Autorin des Diversity-Guides (2021), einer Handreichung für Medienhäuser.
Des Weiteren arbeitet sie als Referentin und Trainerin in der Journalismus-Aus- und Fortbildung, ist Mitglied des wissenschaftlichen Beirats des  Instituts für Diversitätsforschung der Universität Göttingen und Schriftführerin im Vorstand der Bildungsinitiative Ferhat Unvar e. V.

## Publikationen
- Am Anfang ist das Wort. In: Sprachreport, 33. 2017 (gemeinsam mit Alice Lanzke und Daniel Bax).
- Glossar der Neuen Deutschen Medienmacher. Berlin: IDA, Informations- und Dokumentationszentrum für Antirassismusarbeit e. V. 2015 und 2016 (ergänzte Auflage).